# Cun Mula
Cun Mula eller Cun Mulaj, född 1818, död 1896, var en frihetskämpe och en bajraktar (hövding) över Hotistammen, vars säte var i Montenegro och Albanien. Hans familj, Lucgjonaj, härstammar från Jungcajfamiljen från Hoti. Enligt sedvanerätten enligt vilken de norra klanerna i Albanien styrdes från omkring 1400-talet fram till början av 1900-talet, Koden av Lek Dukagjini, ledde Cun Mulas familj Malesiastammarna under de osmanska invasionerna.

## Berlinkongressen
Cun Mula var en av de 15 delegater från Prizrenligan som skickades till Berlinkongressen 1878 för att diskutera  stormakternas planer att skapa en albansk stat. Med på mötet var även tre delegater från Mirëdita-området. De katolska delegaterna var Cun Mula från Hoti, Baca Kurti från Gruda, Marash Dashi från Shkreli, Cil Vuksani från Kastrati, Mark Lula från Shala, Mark Kola från Shoshi och Con Geda från Shllaku. 
Efter Berlinkongressens beslut att ge de albanska territorierna Hoti, Gruda, Plav, Gusinje, och Kastrati till Montenegro gick Cun Mula gick med i Prizrenligan. När Nikola I av Montenegro försökte invadera dessa territorier svarade Cun Mula och malesorerna med väpnat motstånd. De vann mot montenegrinerna under Slaget vid Arzhanica. Detta slag nämns i albansk malesor-poesi.

## Militär aktivitet
Olika indicier talar för att Cun Mula deltog som legosoldat under det Osmanska riket i Krimkriget och Morea. Mulas framgång i dessa områden gav honom ett rykte. År 1878 valdes han till representant för Prizrenligan under Iljaz Pash Dibra. I gruppenn valdes Mula till försvarsledare. 
När Montenegrinerna anföll vid Arzhanicabron, svarade Cun Mula och hans malesorer med attack och de besegrade den Montenegrinska armen "Kegasi". När Osmanerna ville ge upp albanska områden till Montenegro gjorde malesorerna motstånd och vann. 
Ett av Cun Mulas viktigaste slag var vid Kastrat, Bajze, där malesorerna stred mot de osmanska styrkorna ledda av Bedri Pasha. Cun Mula bad kapten Sokol Beg Hodo om vapen och män. Bedri Pasha, tagen av hur malesorerna vägrade ge upp, tog till reträtt och lät Cun Mula gå fri. Slaget nämns ofta i recitationer av lahutörer. 
Trots Mulas militära aktivitet var han känd för att vara en vis och respektabel ledare vid olika juridiska spörsmål vad gällde stammarna. Han skapade till exempel fred mellan hövdingarna i Lezha och Mirditë som under en lång tid stridit om territorium.

## Död
Cun Mula dog 1896 vid 76 års ålder och begravdes i Hoti-provinsen. Hans sonson, Deli Meta, fortsatte kampen för den albanska frihetskampen. Deli Meta fortsatte kampen mot serberna och montenegrinerna mellan 1912 och 1918 i Slaget vid Qytezes, Nen-Helmesi, i Grabanici. Han stred även i Koplik 1912 när montenegrinerna ville invadera Shkodra. Hans son, Mul Bajraktari, stred med Luc Nishi, från Ded Gjon Lulis stam. 
Kung Nicolas den förste av Montenegro försökte flera gånger muta Cun Mulas familj men familjen vägrade. I ett tal som kungen höll sade han "Jag känner två albaner som jag fruktar; Bajraktaren av Hoti Deli Meta, som är muslim som vaktar en katolsk provins och bajraktaren i Gruda, som är katolik som vaktar en muslimsk provins. I svåra tider är de bundna."

## Familj
Hans ättlingar i Montenegro är kända genom den slaviska varianten av namnet Cunmuljaj (albanska: Cunmulaj) eller Čunmulić.